# Заплава р. Многа
Запла́ва р. Мно́га — гідрологічний заказник місцевого значення в Україні. Розташована в межах Лубенського району Полтавської області, між смт Чорнухи та селами Кізлівка і Харсіки. 

## Опис
Площа 183,3 га. Статус присвоєно згідно з рішенням облради від 27.10.1994 року. Перебуває у віданні: Чорнухинська сел/р — 76,3 га, Кізлівська с/р — 82 га, Харсіцька с/р — 25 га. 
Статус присвоєно для збереження цінної водно-болотної ділянки на лівобережній заплаві річки Многа. 